# Cavia porcellus
La cavia domestica o porcellino d'India (Cavia porcellus Linnaeus 1758) è un roditore originario del Sudamerica.
Usata inizialmente da Robert Koch e altri batteriologi, la cavia è diventata sinonimo di "animale di laboratorio". Nel lessico comune, infatti, si indica per estensione come cavia qualsiasi essere, anche umano, da esperimento. In ogni caso, nonostante questa comune accezione, nel XXI secolo la cavia è utilizzata in ricerca molto meno di altri roditori, quali topi e ratti, nei loro innumerevoli ceppi e modificazioni genetiche esistenti, sebbene resti un importante organismo modello, almeno dal punto di vista storico e per alcuni settori della ricerca attuale.
Attualmente si usa sia come animale da compagnia in numerosi paesi prevalentemente occidentali come USA, Francia, Regno Unito ed Italia, sia come cibo cotto al forno, fritto o alla griglia, principalmente nei paesi sud-americani come Perù, Bolivia, Ecuador e Colombia.

## Storia
La cavia è stata addomesticata intorno al 5000 a.C. da pastori delle tribù che vivevano sulle Ande, più o meno negli odierni Ecuador, Perù e Bolivia. Per le popolazioni locali, che si nutrivano prevalentemente di vegetali, essa rappresentava da una parte un animale domestico e dall'altra una fonte di cibo. Inoltre, si riteneva che le cavie avessero il potere di fare uscire gli spiriti maligni dalle persone malate, nel corso di tradizionali rituali di guarigione. A tutt'oggi l'allevamento delle cavie è molto diffuso tra le popolazioni rurali dei paesi andini. Le cavie vengono chiamate quwi nella lingue quechua e cuy (plurale cuyes) in spagnolo, in entrambi i casi richiamando in modo onomatopeico il loro verso più frequente (un cuiii prolungato). I commercianti olandesi e inglesi le portarono in Europa, dove divennero rapidamente popolari come animali domestici esotici.

## Nome

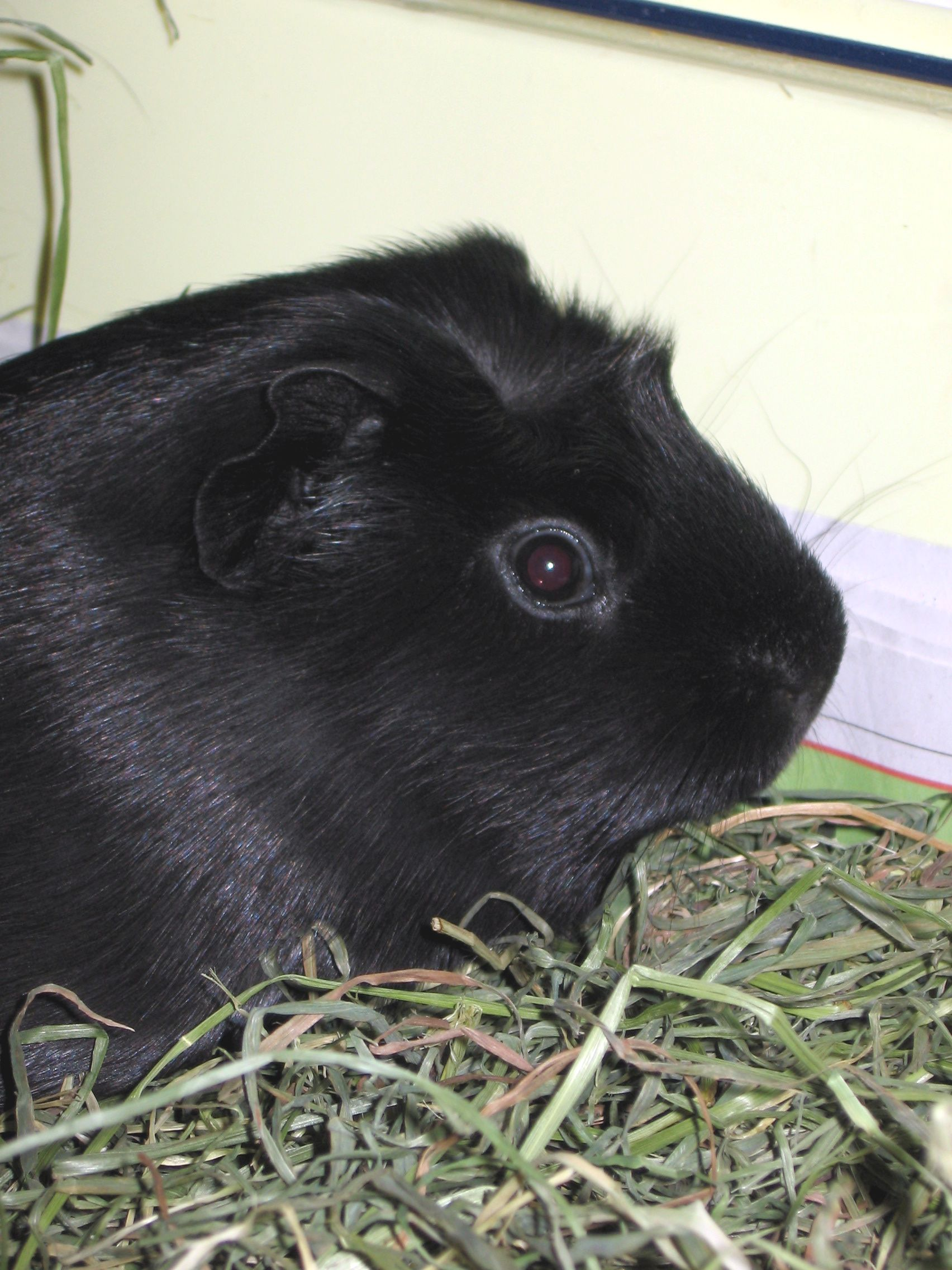
Le cavie di colore nero erano ritenute sacre

L'origine del nome porcellino non è molto chiara. Alcuni credono che sia dovuto al loro verso, molto simile a quello dei maiali. Si può anche pensare che il nome derivi dalla loro costituzione fisica, che li rende simili a dei maiali in miniatura: una testa molto grande rispetto al resto del corpo, un collo robusto, l'assenza di coda, più la grande voracità. Nell'America Latina vengono servite come pietanza, proprio come avviene per i maiali. Indipendentemente dall'effettiva somiglianza con un maialino, tale ipotesi trova la conferma nei termini comunemente usati in numerose lingue europee.
Analogamente all'italiano porcellino d'India, in francese esiste cochon d'Inde, letteralmente maiale d'India, in portoghese porquinho da Índia, in greco indika choiridia o ινδικά χοιρίδια. Si può supporre che l'indicazione geografica contenuta nel nome sia correlata all'errata idea che le regioni da cui gli animali provenivano appartenessero all'India e non ad un continente diverso. Anche la nomenclatura binomiale della specie più comune di cavia richiama il maiale, dal momento che in latino porcellus significa piccolo maiale.
In tedesco la cavia è Meerschweinchen (lett. maialino di mare), probabilmente legato all'utilizzo di esso da parte dei marinai come fonte di carne fresca durante i viaggi dal Nuovo Mondo. In russo e in polacco si usano termini equivalenti, rispettivamente "morskaya svinka" (морская свинка) e "świnka morska" (che significano, ancora una volta, piccoli maiali di mare). Nei paesi scandinavi si usa il termine marsvin, combinazione del latino mare e del germanico svin (maiale).
Il termine inglese è guinea pig (letteralmente, maiale della Guinea), ripreso anche dal corrispettivo in olandese guinees biggetje. L'origine di Guinea non è facilmente spiegabile. Una teoria lo associa a un'ipotetica tappa del trasporto degli animali presso l'attuale Guinea in Africa. Altri ritengono che non sia altro che la storpiatura della Guiana, presunta area di origine delle cavie. Un'idea fa derivare il termine dalla ghinea (in inglese guinea), un'antica moneta inglese del valore di 21 scellini, che corrisponderebbe al prezzo medio di un animale: tale ipotesi è da scartare, dal momento che la ghinea fu messa in circolazione solo nel 1663, oltre un secolo dopo la prima descrizione delle cavie fatta dal naturalista svizzero Conrad Gessner nel 1554.
Tra le lingue europee, in ogni caso, figurano anche termini che non si richiamano al maiale: ad esempio, in spagnolo conejillo de Indias, letteralmente "coniglietto delle Indie".

## Aspetto fisico e ambiente

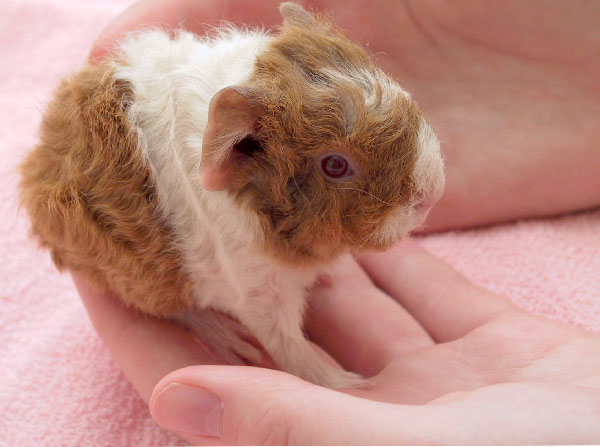
Cucciolo di cavia a otto ore dalla nascita

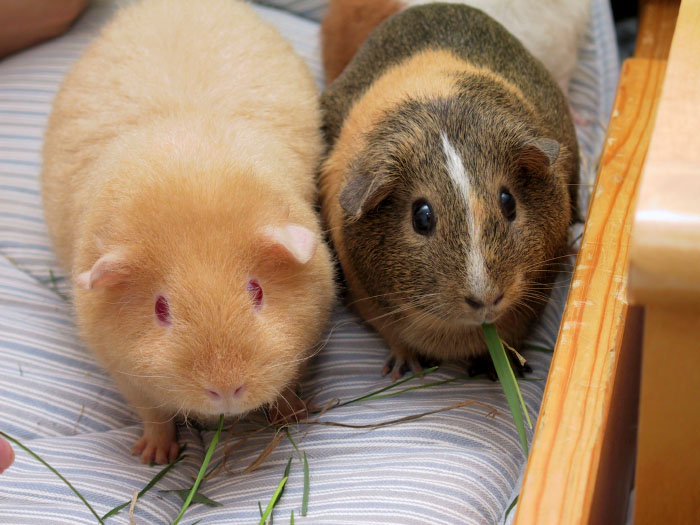
Due esemplari adulti di cavia, addomesticati e tenuti in appartamento.

Le cavie sono roditori di taglia media: i maschi arrivano ad un peso 1250 g e misurano 20 cm circa (a titolo di confronto, i roditori più minuti, come il topolino delle risaie, pesano pochi grammi, mentre il capibara 70 kg). Vivono in media 3-4 anni. Secondo il Guinness dei primati, la cavia più longeva ha vissuto per ben 15 anni. Si tratta di animali sociali, che vivono in piccoli gruppi composti di femmine, maschi e piccoli.
Allo stato selvatico sono diffuse nelle regioni pianeggianti ricche d'erba e occupano una nicchia ecologica molto simile a quella del comune bestiame. Si muovono in piccoli gruppi, nutrendosi di erba e piccoli arbusti. Prediligono il crepuscolo: l'attività più intensa si svolge all'alba e al tramonto, quando diminuisce il rischio di essere individuati dai predatori. Se si trovano in pericolo, sono in grado di correre a velocità sorprendenti. Le cavie domestiche, invece, hanno sviluppato diversi ritmi di vita: hanno lunghi periodi di attività durante tutte le 24 ore del giorno, intervallati da periodi più brevi di sonno.
A differenza di altri roditori come i topi, i ratti o gli scoiattoli, le cavie non sono comunque molto atletiche. Il loro habitat originario, infatti, non richiede particolari abilità motorie come l'arrampicarsi sugli alberi o saltare nel vuoto. In ogni caso possono saltare piccoli ostacoli con facilità. Quando sono agitate, sono solite fare saltelli in alto ripetuti; tale atteggiamento, accompagnato anche da un verso molto forte, è stato definito popcorning, con riferimento allo scoppiettare tipico dei popcorn.

## Dieta
La dieta naturale della cavia è l'erba; i suoi molari sono particolarmente adatti a macinare la materia vegetale e crescono continuamente per tutta la vita. La maggior parte dei mammiferi da pascolo sono grandi e hanno un lungo tratto digestivo. Le cavie hanno un colon molto più lungo della maggior parte dei roditori. 
I porcellini d'India traggono beneficio da una dieta a base di fieno di erba fresca, come il fieno di fleolo, oltre ai pellet, che spesso sono costituiti da fieno di fleolo. Anche il fieno di erba medica è un alimento popolare e la maggior parte dei porcellini d'India mangia grandi quantità di erba medica quando gli viene offerta, anche se c'è qualche controversia sull'offerta di erba medica ai porcellini d'India adulti. Alcuni proprietari di animali e organizzazioni veterinarie hanno segnalato che l'erba medica, consumata in grandi quantità come legume piuttosto che come fieno di graminacee, può portare all'obesità e alla formazione di calcoli alla vescica dovuti all'eccesso di calcio in tutti gli animali, tranne le cavie gravide e molto giovani. Tuttavia, fonti scientifiche pubblicate citano l'erba medica come fonte alimentare in grado di reintegrare proteine, aminoacidi e fibre.
Come gli esseri umani, ma a differenza della maggior parte degli altri mammiferi, le cavie non sono in grado di sintetizzare la propria vitamina C e devono ottenere questo nutriente vitale dagli alimenti. Se i porcellini d'India non assumono abbastanza vitamina C, possono contrarre lo scorbuto, potenzialmente fatale. I porcellini d'India necessitano di circa 10 mg di vitamina C al giorno (20 mg in gravidanza), che può essere ottenuta da frutta e verdura fresche e crude, o attraverso integratori, o mangiando pellet freschi pensati per i porcellini d'India, se gestiti in modo corretto. Una dieta sana per i porcellini d'India richiede un complesso equilibrio di calcio, magnesio, fosforo, potassio e ioni idrogeno, ma sono necessarie anche quantità adeguate di vitamine A, D ed E.

## Gestazione e nascita

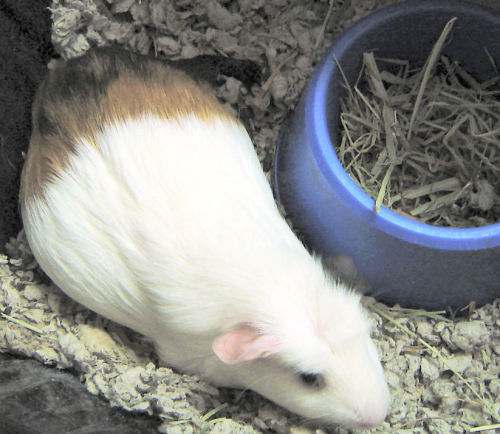
Cavia gravida, una settimana prima del parto di tre cuccioli

La gestazione dura tra i 63 e i 72 giorni, un periodo relativamente lungo per un animale così piccolo; i cuccioli nascono già ben formati (con pelo, denti, artigli e vista sviluppata). La cucciolata è composta tipicamente da due o tre piccoli, ma può superare otto. Le cucciolate meno numerose possono generare problemi durante il parto, dato che i pochi nascituri sono molto più grandi del normale. Spesso quasi la metà degli animali nati da cucciolate numerose muore precocemente, poiché la madre non è in grado di prestare a tutti i cuccioli le cure necessarie. Anche quando ne sopravvivono molti, nei giorni successivi sono destinati a morire un paio di più deboli.
I cuccioli hanno buone capacità motorie sin dalla nascita e dopo circa una settimana iniziano ad esplorare l'ambiente esterno. Dopo un paio di giorni cominciano a nutrirsi di alimenti solidi, pur continuando ad alimentarsi anche con latte materno. I maschi iniziano a mostrare interesse per le femmine (attraverso versi specifici) intorno alla seconda o terza settimana di vita, ma sono fertili a circa due mesi. Le femmine diventano fertili già a partire dalla terza settimana di vita.

## Uso della cavia nella ricerca scientifica

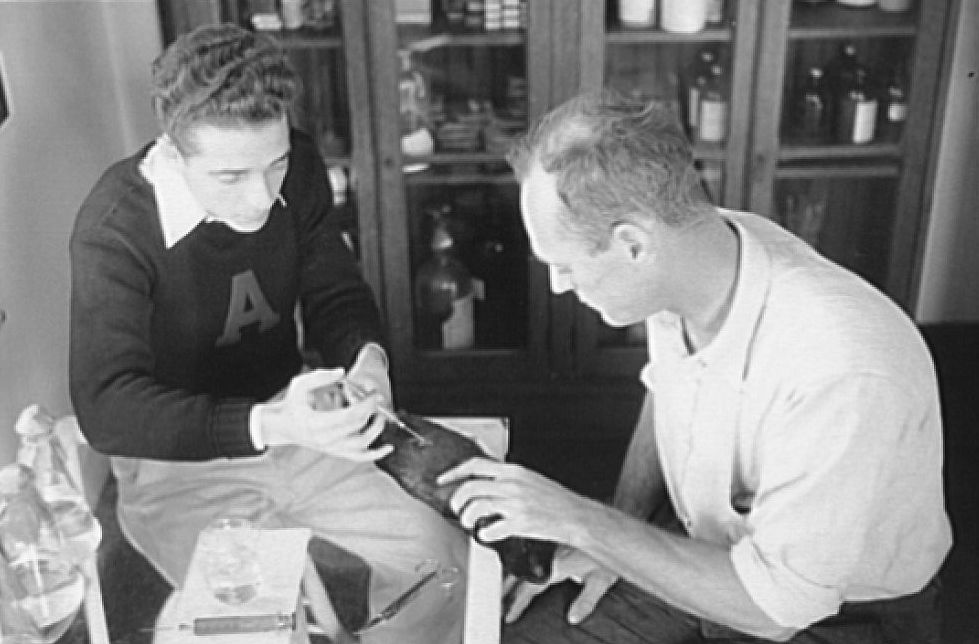
Inoculazione in una cavia, da una foto storica della prima metà del XX secolo

Nell'immaginario collettivo di alcuni popoli la cavia è l'animale di laboratorio per antonomasia. Questa idea persiste nonostante oggi l'utilizzo della cavia nelle ricerche scientifiche sia molto ridotto. Nel passato le cavie venivano usate per isolare numerosi batteri, ma nei laboratori moderni sono state sostituite da topi e ratti, che permettono una migliore efficienza grazie al ciclo vitale, tempi di gestazione e maturazione più brevi, maggiore esperienza degli scienziati nell'ingegnerizzazione genetica degli organismi.
Rimane tuttavia ancora di una certa utilità come organismo modello perché, dal punto di vista metabolico è uno dei pochi animali che, come l'uomo, non è in grado di sintetizzare vitamina C, ma deve assumerla attraverso la dieta.

## Razze nelle cavie da compagnia
Le pelo corto, abissina, peruviana e sheltie (silkie) sono le razze più apprezzate per le cavie usate come animali da compagnia. Oltre alla loro forma standard, quasi tutte le razze sono disponibili nella variante satin, di aspetto caratteristico a causa del fusto pilifero cavo. La lista sintentica delle cavie utilizzate come animale da compagnia comprende:

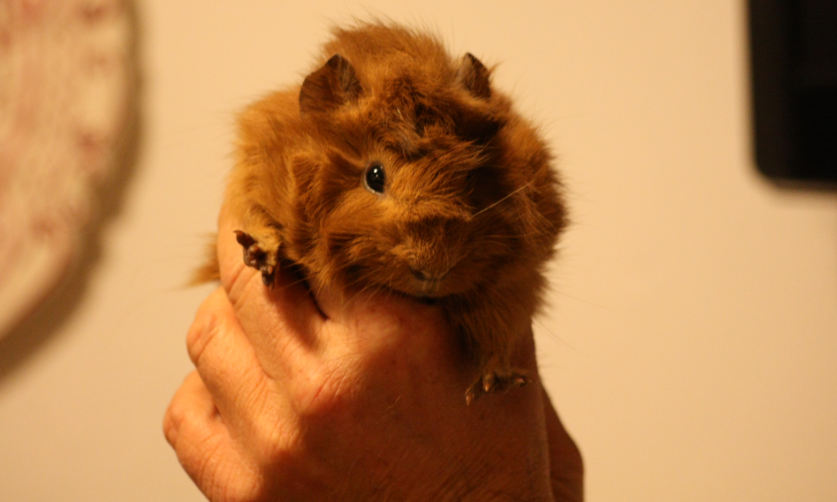
Cavia Abissina Fulva a 4 mesi di vita (400gr di peso)

- Pelo corto
- Abissinan
- Himalaiana
- Peruviana
- Silkie o Sheltie
- Rex
- US Teddy
- Texel
- Alpaca
- Lunkarya
- Crestata
- Coronet
- English Merino
- Ceppi nudi (hairless)
- Ridgeback
- Sheba o Sheba mini yak

## Colori
Le cavie si trovano in molti colori, ma su un singolo esemplare possono apparire solo tre colori: uno della serie nera, uno della serie rossa e bianco. La serie nera comprende il nero, cioccolato, lilla e beige. La serie rossa il rosso, arancio, camoscio, crema e bianco.

## Uso alimentare

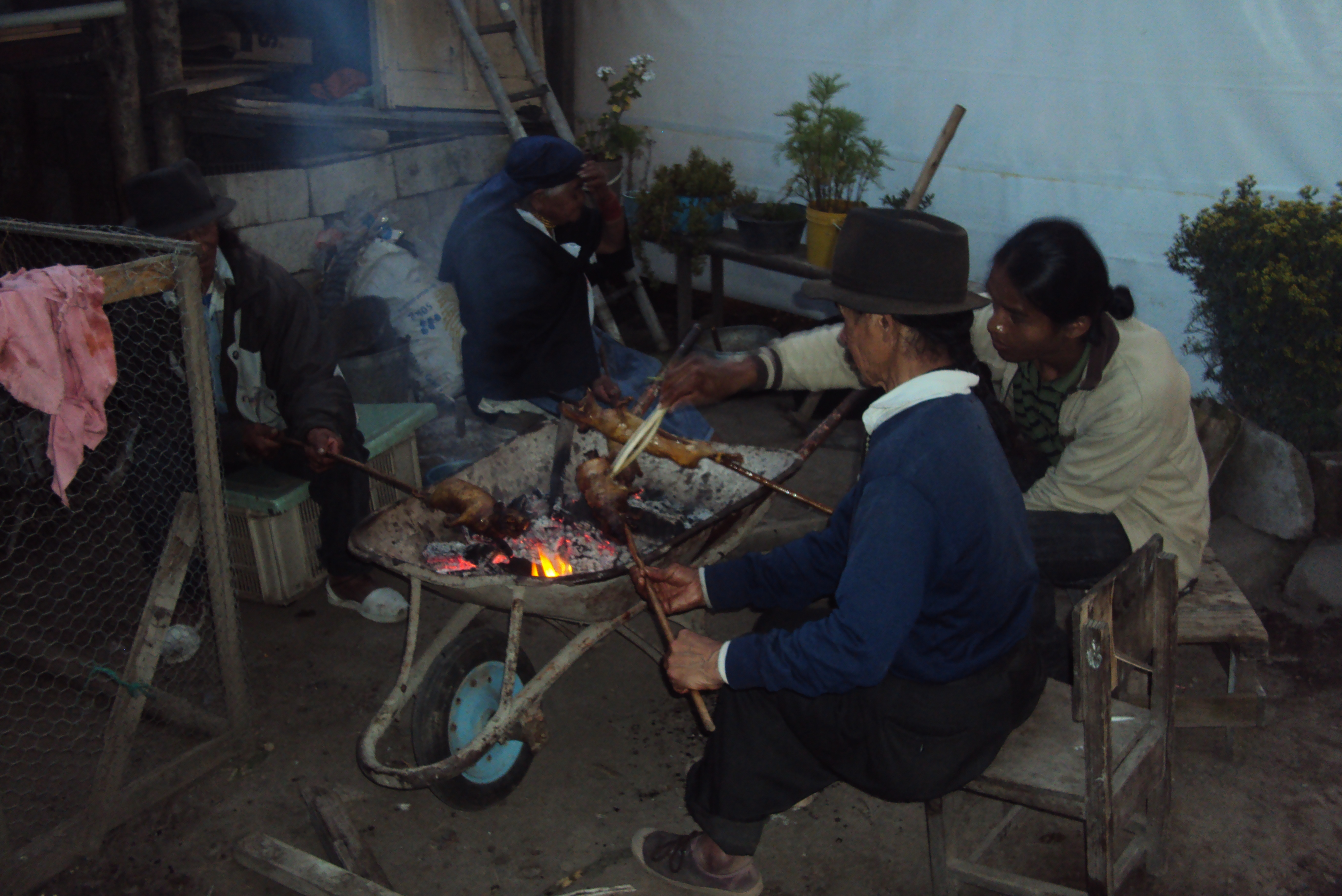
Indigeni del popolo Otavalo arrostiscono porcellini d'India sul carbone.

In Perù è uno dei piatti nazionali, chiamato cuy. È solitamente cucinato intero ed è servito con testa, denti e orecchie intatti. In Perù vengono allevate a scopo alimentare circa 65 milioni di cavie all'anno.